# العلاقات الجزائرية البولندية
العلاقات الجزائرية البولندية هي العلاقات الثنائية التي تجمع بين الجزائر وبولندا.

## مقارنة بين البلدين
هذه مقارنة عامة ومرجعية للدولتين:
| وجه المقارنة                                              | الجزائر                      | بولندا                                                                             |
| --------------------------------------------------------- | ---------------------------- | ---------------------------------------------------------------------------------- |
| المساحة (كم2)                                             | 2.38 مليون                   | 312.68 ألف                                                                         |
| عدد السكان (نسمة)                                         | 38.81 مليون                  | 38.43 مليون                                                                        |
| الكثافة السكانية (ن./كم²)                                 | 16.31                        | 122.91                                                                             |
| العاصمة                                                   | الجزائر                      | وارسو                                                                              |
| اللغة الرسمية                                             | اللغة العربية، لغات أمازيغية | اللغة البولندية                                                                    |
| العملة                                                    | دينار جزائري                 | زلوتي بولندي                                                                       |
| الناتج المحلي الإجمالي (بليون دولار)                      | 170.37 مليار                 | 524.51 مليار                                                                       |
| الناتج المحلي الإجمالي (تعادل القوة الشرائية) بليون دولار | 582.63 مليار                 | 1.02 تريليون                                                                       |
| الناتج المحلي الإجمالي الاسمي للفرد دولار أمريكي          | 4.21 ألف                     | 12.55 ألف                                                                          |
| الناتج المحلي الإجمالي للفرد دولار أمريكي                 | 14.19 ألف                    | 26.14 ألف                                                                          |
| مؤشر التنمية البشرية                                      | 0.745                        | 0.843                                                                              |
| رمز المكالمات الدولي                                      | +213                         | +48                                                                                |
| رمز الإنترنت                                              | .dz                          | .pl                                                                                |
| المنطقة الزمنية                                           | ت ع م+01:00                  | توقيت وسط أوروبا، ت ع م+01:00، ت ع م+02:00، أوروبا/وارسو ‏، توقيت وسط أوروبا الصيفي |

## منظمات دولية مشتركة
يشترك البلدان في عضوية مجموعة من المنظمات الدولية، منها:
| علم المنظمة | اسم المنظمة                        | تاريخ انضمام الجزائر | تاريخ انضمام بولندا |
| ----------- | ---------------------------------- | -------------------- | ------------------- |
|             | مؤسسة التنمية الدولية              | 26 سبتمبر 1963       | 28 أكتوبر 1960      |
|             | يونسكو                             | 15 أكتوبر 1962       | 6 نوفمبر 1946       |
|             | وكالة ضمان الاستثمار متعدد الأطراف | 4 يونيو 1996         | 29 يونيو 1990       |
|             | الأمم المتحدة                      | 8 أكتوبر 1962        | 24 أكتوبر 1945      |
|             | الفريق المعني برصد الأرض           | 2005                 | ?                   |
|             | الاتحاد البريدي العالمي            | ?                    | 1 مايو 1919         |
|             | البنك الدولي للإنشاء والتعمير      | 26 سبتمبر 1963       | 27 يونيو 1986       |
|             | المنظمة الهيدروغرافية الدولية      | ?                    | ?                   |
|             | الاتحاد الدولي للاتصالات           | 3 مايو 1963          | 1921                |
|             | منظمة حظر الأسلحة الكيميائية       | ?                    | ?                   |
|             | مؤسسة التمويل الدولية              | 23 سبتمبر 1990       | 29 ديسمبر 1987      |
|             | منظمة التجارة العالمية             | ?                    | 1 يوليو 1995        |
|             | منظمة الشرطة الجنائية الدولية      | ?                    | ?                   |

## وصلات خارجية
- موقع وزارة الخارجية الجزائرية
- موقع وزارة الخارجية البولندية